# Ministri del bilancio e della programmazione economica della Repubblica Italiana
I ministri del bilancio e della programmazione economica della Repubblica Italiana si sono succeduti dal 1947 al 1997, quando il dicastero fu unito al Ministero del tesoro per creare il Ministero del tesoro, del bilancio e della programmazione economica, il quale nel 2001 fu a sua volta unito al Ministero delle finanze per creare il Ministero dell'economia e delle finanze.

## Lista
| Ministro | Ministro         | Ministro                                  | Partito                                 | Governo              | Mandato          | Mandato          | Leg.             |
| Ministro | Ministro         | Ministro                                  | Partito                                 | Governo              | Inizio           | Fine             | Leg.             |
| --- | ---------------- | ----------------------------------------- | --------------------------------------- | -------------------- | ---------------- | ---------------- | ---------------- |
| Ministri del bilancio |                  |                                           |                                         |                      |                  |                  |                  |
| |                  | Luigi Einaudi (1874-1961)                 | Partito Liberale Italiano               | De Gasperi IV        | 6 giugno 1947    | 24 maggio 1948   | AC               |
| |                  | Giuseppe Pella (1902-1981)                | Democrazia Cristiana                    | De Gasperi V         | 24 maggio 1948   | 28 gennaio 1954  | I                |
| De Gasperi VI | 28 gennaio 1950  | Giuseppe Pella (1902-1981)                | Democrazia Cristiana                    | 26 luglio 1951       |                  |                  | I                |
| De Gasperi VII | 26 luglio 1951   | Giuseppe Pella (1902-1981)                | Democrazia Cristiana                    | 16 luglio 1953       |                  |                  | I                |
| De Gasperi VIII | 16 luglio 1953   | Giuseppe Pella (1902-1981)                | Democrazia Cristiana                    | 17 agosto 1953       | II               |                  |                  |
| Pella | 17 agosto 1953   | Giuseppe Pella (1902-1981)                | Democrazia Cristiana                    | 19 gennaio 1954      | II               |                  |                  |
| |                  | Ezio Vanoni (1903-1956)                   | Democrazia Cristiana                    | Fanfani I            | II               | 19 gennaio 1954  | 10 febbraio 1954 |
| Scelba | 10 febbraio 1954 | Ezio Vanoni (1903-1956)                   | Democrazia Cristiana                    | 6 luglio 1955        | II               |                  |                  |
| Segni I | 6 luglio 1955    | Ezio Vanoni (1903-1956)                   | Democrazia Cristiana                    | 16 febbraio 1956     | II               |                  |                  |
| Segni I |                  |                                           | Adone Zoli (1887-1960)                  | Democrazia Cristiana | II               | 19 febbraio 1956 | 20 maggio 1957   |
| Zoli | 20 maggio 1957   | 2 luglio 1958                             | Adone Zoli (1887-1960)                  | Democrazia Cristiana | II               |                  |                  |
| |                  | Giuseppe Medici (1907-2000)               | Democrazia Cristiana                    | Fanfani II           | 2 luglio 1958    | 16 febbraio 1959 | III              |
| |                  | Fernando Tambroni (1901-1963)             | Democrazia Cristiana                    | Segni II             | 16 febbraio 1959 | 26 marzo 1960    | III              |
| Tambroni | 26 marzo 1960    | Fernando Tambroni (1901-1963)             | Democrazia Cristiana                    | 27 luglio 1960       |                  |                  | III              |
| |                  | Giuseppe Pella (1902-1981)                | Democrazia Cristiana                    | Fanfani III          | 27 luglio 1960   | 22 febbraio 1962 | III              |
| |                  | Ugo La Malfa (1903-1979)                  | Partito Repubblicano Italiano           | Fanfani IV           | 22 febbraio 1962 | 22 giugno 1963   | III              |
| |                  | Giuseppe Medici (1907-2000)               | Democrazia Cristiana                    | Leone I              | 22 giugno 1963   | 5 dicembre 1963  | IV               |
| |                  | Antonio Giolitti (1915-2010)              | Partito Socialista Italiano             | Moro I               | 5 dicembre 1963  | 23 luglio 1964   | IV               |
| |                  | Giovanni Pieraccini (1918-2017)           | Partito Socialista Italiano             | Moro II              | 23 luglio 1964   | 24 febbraio 1966 | IV               |
| Moro III | 24 febbraio 1966 | Giovanni Pieraccini (1918-2017)           | Partito Socialista Italiano             | 25 giugno 1968       |                  |                  | IV               |
| Ministri del bilancio e della programmazione economica |                  |                                           |                                         |                      |                  |                  |                  |
| |                  | Emilio Colombo (1920-2013)                | Democrazia Cristiana                    | Leone II             | 25 giugno 1968   | 13 dicembre 1968 | V                |
| |                  | Luigi Preti (1914-2009)                   | Partito Socialista Democratico Italiano | Rumor I              | 13 dicembre 1968 | 6 agosto 1969    | V                |
| |                  | Giuseppe Caron (1904-1998)                | Democrazia Cristiana                    | Rumor II             | 6 agosto 1969    | 28 marzo 1970    | V                |
| |                  | Antonio Giolitti (1915-2010)              | Partito Socialista Italiano             | Rumor III            | 28 marzo 1970    | 6 agosto 1970    | V                |
| Colombo | 6 agosto 1970    | Antonio Giolitti (1915-2010)              | Partito Socialista Italiano             | 18 febbraio 1972     |                  |                  | V                |
| |                  | Paolo Emilio Taviani (1912-2001)          | Democrazia Cristiana                    | Andreotti I          | 18 febbraio 1972 | 26 giugno 1972   | V                |
| Andreotti II | 26 giugno 1972   | Paolo Emilio Taviani (1912-2001)          | Democrazia Cristiana                    | 8 luglio 1973        | VI               |                  |                  |
| |                  | Antonio Giolitti (1915-2010)              | Partito Socialista Italiano             | Rumor IV             | VI               | 8 luglio 1973    | 15 marzo 1974    |
| Rumor V | 15 marzo 1974    | Antonio Giolitti (1915-2010)              | Partito Socialista Italiano             | 23 novembre 1974     | VI               |                  |                  |
| |                  | Giulio Andreotti (1919-2013)              | Democrazia Cristiana                    | Moro IV              | VI               | 23 novembre 1974 | 12 febbraio 1976 |
| Moro V | 12 febbraio 1976 | Giulio Andreotti (1919-2013)              | Democrazia Cristiana                    | 30 luglio 1976       | VI               |                  |                  |
| |                  | Tommaso Morlino (1925-1983)               | Democrazia Cristiana                    | Andreotti III        | 30 luglio 1976   | 13 marzo 1978    | VII              |
| Andreotti IV | 13 marzo 1978    | Tommaso Morlino (1925-1983)               | Democrazia Cristiana                    | 21 marzo 1979        |                  |                  | VII              |
| |                  | Ugo La Malfa (1903-1979)                  | Partito Repubblicano Italiano           | Andreotti V          | 21 marzo 1979    | 26 marzo 1979    | VII              |
| |                  | Bruno Visentini (1914-1995)               | Partito Repubblicano Italiano           | Andreotti V          | 29 marzo 1979    | 14 luglio 1979   | VII              |
| |                  | Beniamino Andreatta (1928-2007)           | Democrazia Cristiana                    | Cossiga I            | 5 agosto 1979    | 4 aprile 1980    | VIII             |
| |                  | Giorgio La Malfa (1939)                   | Partito Repubblicano Italiano           | Cossiga II           | 4 aprile 1980    | 18 ottobre 1980  | VIII             |
| Forlani | 18 ottobre 1980  | Giorgio La Malfa (1939)                   | Partito Repubblicano Italiano           | 28 giugno 1981       |                  |                  | VIII             |
| Spadolini I | 28 giugno 1981   | Giorgio La Malfa (1939)                   | Partito Repubblicano Italiano           | 23 agosto 1982       |                  |                  | VIII             |
| Spadolini II | 23 agosto 1982   | Giorgio La Malfa (1939)                   | Partito Repubblicano Italiano           | 1º dicembre 1982     |                  |                  | VIII             |
| |                  | Guido Bodrato (1933-2023)                 | Democrazia Cristiana                    | Fanfani V            | 1º dicembre 1982 | 4 agosto 1983    | VIII             |
| |                  | Pietro Longo (1935)                       | Partito Socialista Democratico Italiano | Craxi I              | 4 agosto 1983    | 13 luglio 1984   | IX               |
| |                  | Pier Luigi Romita (1924-2003)             | Partito Socialista Democratico Italiano | Craxi I              | 30 luglio 1984   | 1º agosto 1986   | IX               |
| Craxi II | 1º agosto 1986   | Pier Luigi Romita (1924-2003)             | Partito Socialista Democratico Italiano | 18 aprile 1987       |                  |                  | IX               |
| |                  | Giovanni Goria (1943-1994)                | Democrazia Cristiana                    | Fanfani VI           | 18 aprile 1987   | 29 luglio 1987   | IX               |
| |                  | Emilio Colombo (1920-2013)                | Democrazia Cristiana                    | Goria                | 29 luglio 1987   | 13 aprile 1988   | X                |
| |                  | Amintore Fanfani (1908-1999)              | Democrazia Cristiana                    | De Mita              | 13 aprile 1988   | 23 luglio 1989   | X                |
| |                  | Paolo Cirino Pomicino (1939)              | Democrazia Cristiana                    | Andreotti VI         | 23 luglio 1989   | 13 aprile 1991   | X                |
| Andreotti VII | 13 aprile 1991   | Paolo Cirino Pomicino (1939)              | Democrazia Cristiana                    | 28 giugno 1992       |                  |                  | X                |
| |                  | Franco Reviglio (1935)                    | Partito Socialista Italiano             | Amato I              | 28 giugno 1992   | 29 aprile 1993   | XI               |
| |                  | Luigi Spaventa (1934-2013)                | Indipendente                            | Ciampi               | 29 aprile 1993   | 11 maggio 1994   | XI               |
| |                  | Giancarlo Pagliarini (1942)               | Lega Nord                               | Berlusconi I         | 11 maggio 1994   | 17 gennaio 1995  | XII              |
| |                  | Rainer Masera (1944)                      | Indipendente                            | Dini                 | 17 gennaio 1995  | 12 gennaio 1996  | XII              |
| |                  | Augusto Fantozzi (ad interim) (1940-2019) | Indipendente                            | Dini                 | 12 gennaio 1996  | 16 febbraio 1996 | XII              |
| |                  | Mario Arcelli (1935-2004)                 | Indipendente                            | Dini                 | 16 febbraio 1996 | 18 maggio 1996   | XII              |
| |                  | Carlo Azeglio Ciampi (1920-2016)          | Indipendente                            | Prodi I              | 18 maggio 1996   | 31 dicembre 1997 | XIII             |
| Dal 1998 il Ministero del bilancio e della programmazione economica e il Ministero del tesoro vengono accorpati per costituire il "Ministero del tesoro, del bilancio e della programmazione economica" |                  |                                           |                                         |                      |                  |                  |                  |